# Josef Friedrich
Josef Friedrich (Cvikov, 12 settembre 1893 – ...) è stato un aviatore austro-ungarico.
Fu un asso dell'aviazione della monarchia austro-ungarica accreditato di sette vittorie aeree nella prima guerra mondiale.

## Biografia e servizio nella prima guerra mondiale
Joseph Friedrich è nato il 12 settembre 1893 a Cvikov, nella Repubblica Ceca, in una famiglia di Tedeschi dei Sudeti. Allo scoppio della prima guerra mondiale, studiava all'Università, ma fece volontariamente domanda nell'esercito della Monarchia. Come membro del 1º reggimento tirolese dell'imperatore, ha combattuto sul fronte russo. Nell'autunno del 1915, andò alle squadriglie della Kaiserliche und Königliche Luftfahrtruppen e condusse un corso di addestramento per osservatori. Nel frattempo, è stato promosso a tenente della riserva e, dopo aver superato gli esami, è stato inviato alla Flik 16 del fronte italiano a Villach nel gennaio 1916. Il comandante era l'eccellente pilota Raoul Stojsavljevic; spesso volavano insieme e colpirono quattro aerei nemici.
Il 4 luglio 1916, durante una missione su un Hansa-Brandenburg C.I con Stojsavljevic su Malborghetto-Valbruna, in territorio austro-ungarico, costrinsero ad atterrare in una discarica austro-ungarica il ricognitore Farman del Caporale Arturo Cortellini e dell'osservatore Tenente Italo Tacchini della 29ª Squadriglia. Il 25 luglio sul Monte Paularo, il 7 agosto in Val di Raccolana ed il 17 aprile 1917 a Villach, abbattono 3 Farman con il loro ricognitore a due posti Hansa-Brandenburg C.I. Quest'ultimo venne forzato all'atterraggio nelle mani dei soldati imperiali.
Durante il servizio Friedrich, imparò anche a guidare l'aereo e, l'8 gennaio 1917, completò l'addestramento necessario per lo status di pilota. Il 3 maggio 1917 era già un pilota di Hansa-Brandenburg C.I quando con l'osservatore Lt Hans Rocker abbatte un Farman nel Canton Zurigo.
Nel luglio del 1917 fu reindirizzato alla Flik 24 basata all'aeroporto di Cirè di Pergine Valsugana; qui volò sul caccia Albatros D.III. Il 18 agosto scortò un caccia quando un velivolo della Société Pour les Appareils Deperdussin (SPAD) italiano li attaccò, ma Friedrich riuscì a colpirlo dopo un intenso scontro a fuoco. La sua ultima vittoria fu raggiunta il 3 novembre 1917 quando colpì un pallone di osservazione.
Nel febbraio del 1918 fu trasferito nella Flik 55J da caccia, per poi tornare brevemente alla Flik 24 ad aprile. A maggio è stato promosso a tenente della riserva. Nell'estate del 1918, condusse un corso per piloti da caccia, a metà luglio collaudò un nuovo velivolo all'aeroporto Asperni di Vienna e poi comandò temporaneamente la scuola di pilotaggio per caccia Neumarkt.
Dopo la guerra mondiale divenne un cittadino cecoslovacco e completò i suoi studi universitari. Ha vissuto a Liberec come ingegnere, ma non ci sono dati sulla sua vita futura e sulla data della sua morte.